# Comuna de Oleśnica (Santa Cruz)
Oleśnica (até 1870, comuna de Sufczyce) é uma comuna urbano-rural na voivodia de Santa Cruz no condado de Staszów. Entre 1975 e 1998, a comuna estava localizada na voivodia de Kielce.
A sede da comuna é a cidade de Oleśnica.
Estende-se por uma área de 53,4 km², com 3 765 habitantes, segundo o censo de 31 de dezembro de 2023, com uma densidade populacional de 71 hab./km².

## Estrutura da área
Conforme dados de 2002, a comuna de Oleśnica tem uma área de 53,51 km², incluindo:
- Terras agrícolas: 85%
- Terras florestais: 6%

A comuna é responsável por 5,2% da população e por 5,8% da área do condado de Staszów. Entre 2002 e 2023, o número de habitantes diminuiu 8,4 %.

## Demografia
Dados de 31 de dezembro de 2023:
| Descrição                         | Total | Total | Mulheres | Mulheres | Homens | Homens |
| --------------------------------- | ----- | ----- | -------- | -------- | ------ | ------ |
| unidade                           | hab.  | %     | hab.     | %        | hab.   | %      |
| população                         | 3 765 | 100   | 1 905    | 50,4     | 1 860  | 49,6   |
| densidade populacional (hab./km²) | 71    | 71    | 35,8     | 35,8     | 35,2   | 35,2   |

## Comunas vizinhas
Łubnice, Pacanów, Rytwiany, Stopnica, Tuczępy

## Sołectwa
Borzymów, Brody, Bydłowa, Kępie, Oleśnica, Pieczonogi, Podlesie, Strzelce, Sufczyce, Wojnów, Wólka Oleśnicka